# Tövissi Berta
Tövissi Berta (Korobján, Corobeanu; Aranyosgyéres, 1927. április 9. – 2020. május 6.) erdélyi magyar tornász, sportszakíró, Tövissi Lajos (1927–2000) felesége.

## Életútja, munkássága
Iskoláit Kolozsváron végezte, a bukaresti Testnevelési Főiskolán szerzett testnevelő tanári diplomát 1954-ben. A Bukaresti Tudományegyetemen pszichológiai tanulmányokat is folytatott (1971). Felsőoktatási pályáját a bukaresti Testnevelési Főiskolán gyakornokként kezdte, majd tanársegéd, adjunktus, docens, tudományos főkutató, 1982-ben történt nyugdíjazásáig.
Oktatói és edzői tevékenységével párhuzamosan tudományos munkásságot is kifejtett, szakterülete a tornagyakorlatok írott technikai és módszertani elemzése, a testgyakorlatok sajátos nyelvének leírása-kiolvasása, formai és tartalmi újítása és kivitelezése, az önálló gyakorlás pszichológiai vonatkozásai, a pszichomotorikus szabályozás és önszabályozás módszerei a tornában. Movográfia néven kidolgozott mozgásleíró-kiolvasó módszerét újításként szabadalmazták. Tanulmányait a Caiete de Gimnastică, Cultura Fizică şi Sport, Educaţie Fizică şi Sport, Revista de Psihologie szakfolyóiratok közölték; szakdolgozatokkal, interdiszciplináris közleményekkel szerepelt hazai és külföldi tudományos ülésszakokon és azok kiadványaiban.
1946–52 között állandó tagja volt az országos női tornászválogatottnak, országos tornászbajnoknő 1950–51-ben. Edzője volt a világbajnoki és olimpiai versenyekre készülő női tornász-válogatottnak (1952–56), tagja a tornászkategóriák számára készített módszertani útmutatásokat, a szabadon választott talaj- és gerendagyakorlatok értékelési kritériumait kidolgozó munkaközösségeknek.

## Kötete
- Cum ne antrenăm? (társszerzőkkel, Bukarest, 1952).